# Whitemouth River
Der Whitemouth River ist ein linker Nebenfluss des Winnipeg River in der kanadischen Provinz Manitoba.
Der Fluss hat seinen Ursprung im Whitemouth Lake im Südosten von Manitoba. Er fließt in überwiegend nördlicher Richtung. Dabei passiert der Whitemouth River folgende Orte: Hadashville, Elma, Whitemouth, River Hills, Seven Sisters. Der Whitemouth River mündet schließlich bei Seven Sisters in den Winnipeg River. Der Fluss hat eine Länge von etwa 130 km. Am Pegel bei Whitemouth beträgt der mittlere Abfluss 13 m³/s.